# Шлях Орлиних Гнізд
Шлях Орли́них Гнізд (пол. Szlak Orlich Gniazd) — це маркований туристичний шлях здовж ланцюга з 25 середньовічних замків між Ченстоховою та Краковом у Польщі. Пролягає територією Малопольського та Сілезького воєводств. Один з найцікавіших туристичних маршрутів у Польщі. Шлях назвали «Орлиними гніздами», оскільки більшість замків розташовані на великих, високих скелях польського хребта (пол. Jura Krakowsko-Częstochowska) з багатьма вапняковими скелями, та долинами внизу.
Починається у Кракові, закінчується у Ченстохові. Загальна протяжність маршруту 163,9 км. Названий на честь розташованих по маршруту руїн замків і фортець, званих «Орлиними Гніздами» через своє розташування на скелях до 30 метрів у висоту.
Цей шлях був описаний Казимиром Сосновським, професором Торгової Академії Кракова. У польському національному реєстрі туристичних стежок Шлях Орлиних Гнізд зазначений під номером 1. Стежка позначена червоним кольором. Цей маршрут можна проїхати на автомобілі, велосипеді або пройти за кілька днів пішки.

## Історія

Позначка маршруту

Більшість замків на шляху були споруджені у 14 столітті, за часів правління короля Казимира Великого. «Орлині гнізда» - назва образна, адже для будівництва замків обирали високі скелі, і будівлі справді виглядали наче гнізда. Мережу замків звели на кордоні із Сілезією для захисту польських земель від зазіхань Королівства Богемії. Пізніше ці замки перейшли у власність представників різних аристократичних сімей. А сім’ї вже намагалися адаптувати похмурі оборонні споруди до потреб «сімейного гнізда»: робили капітальні ремонти та перебудови, розширювали територію, реконструювали… Така діяльність не завжди позитивно впливала на замки, і в результаті, не без «допомоги» шведських завойовників, багато з величних фортець обернулися на мальовничі руїни.
Шлях Орлиних Гнізд включає в себе відвідини усіх 25 замків маршруту. Довжина шляху — 163 км, і 188 км, якщо їхати на велосипеді. Хоч більшість туристів обирає оперативну автобусну їзду, замовляючи тури у туристичних організаціях, проте є й любителі піших прогулянок. Протягом усіх 163 км маршрут позначено спеціальними позначками на деревах, каміннях та будівлях у вигляді трьох смужок: білої-червоної-білої, які допомагають не заблукати. Початок маршруту — з Кракова. Шлях проходить через такі точки, як Долина Прондника, Ойцув, Пєскова Скала, Рабштин, Ключе, Бидлін, Смолен, Піліца, замок Огродзєнець, Гура Зборув, замок Міров, Поток Злоти і Ольштин.

## Об'єкти на шляху
Традиційно «Шлях орлиних гнізд» проходить у напрямку з Кракова у Ченстохову і включає наступні замки і їх руїни:
- Кожкєв — Лицарський замок у с. Кожкєв (відреставрований)
- Ойцув — Руїни Королівського замку на Злотій Горі в Ойцуві
- Пєскова Скала - Королівський замок «Пєскова Скала»
- Рабштин — Руїни лицарського замку в с. Рабштин
- Бидлін — Руїни лицарського замку в с. Бидлін
- Смолень — Руїни лицарського замку в с. Смолень
- Пілиця — Руїни лицарського замку в м.Пілица
- Огродзенець — Руїни лицарського замку в с. Подзамче
- Морско — Руїни лицарського замку в «Бонковець» с. Морско
- Боболіце — Реконструйований Королівський замок у с. Боболіце
- Миров — Руїни лицарського замку біля с. Миров
- Ольштин (під м. Ченстоховою) — Руїни Королівського замку в с. Ольштин

Деякі джерела відносять до Шляху Орлиних Гнізд:
- Замок Єпископів Краківських у Севежі
- замок у Бендзині
- Замок Королівський на Вавелі

## Галерея

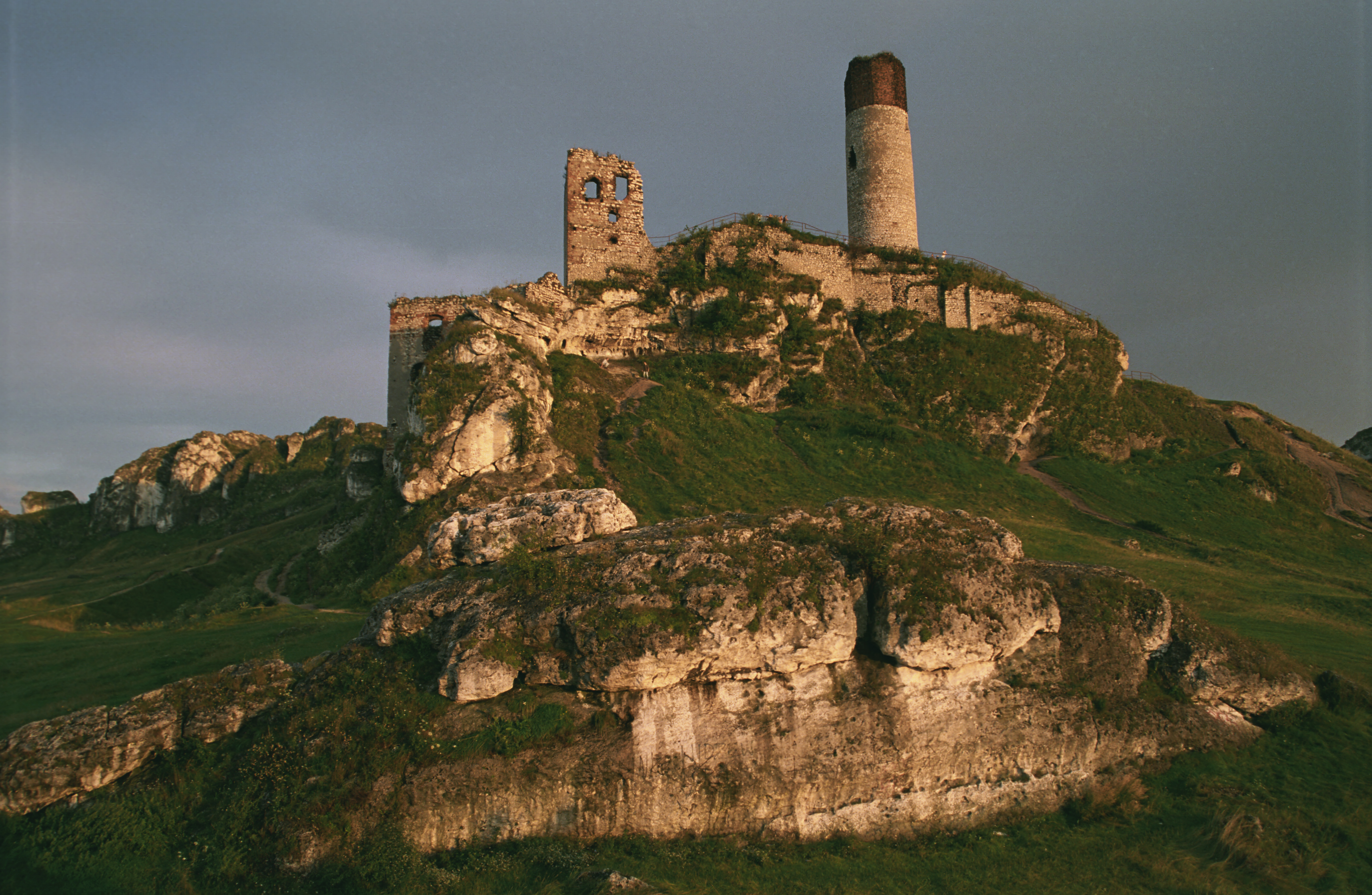
Ольштинський замок
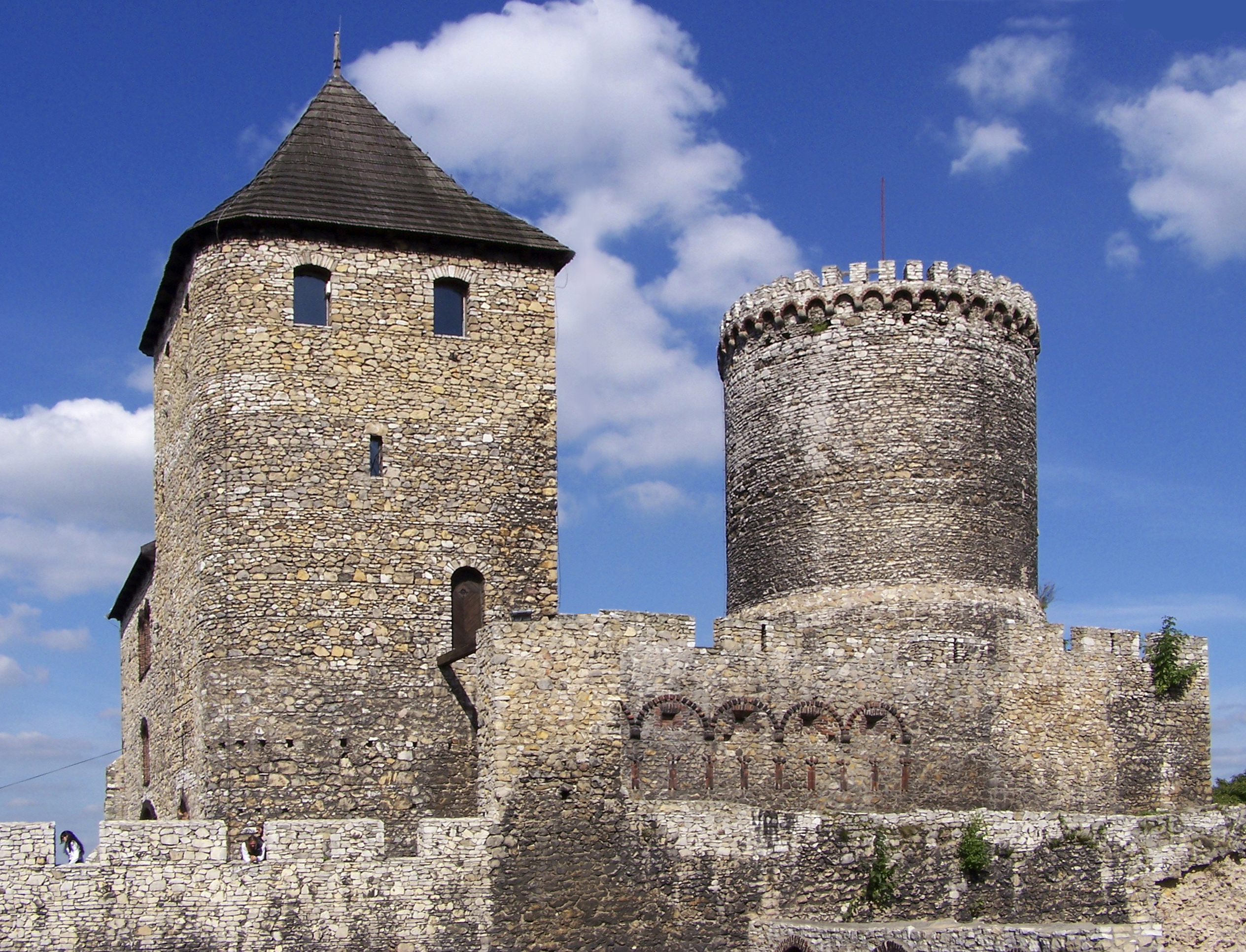
Бендзинський замок
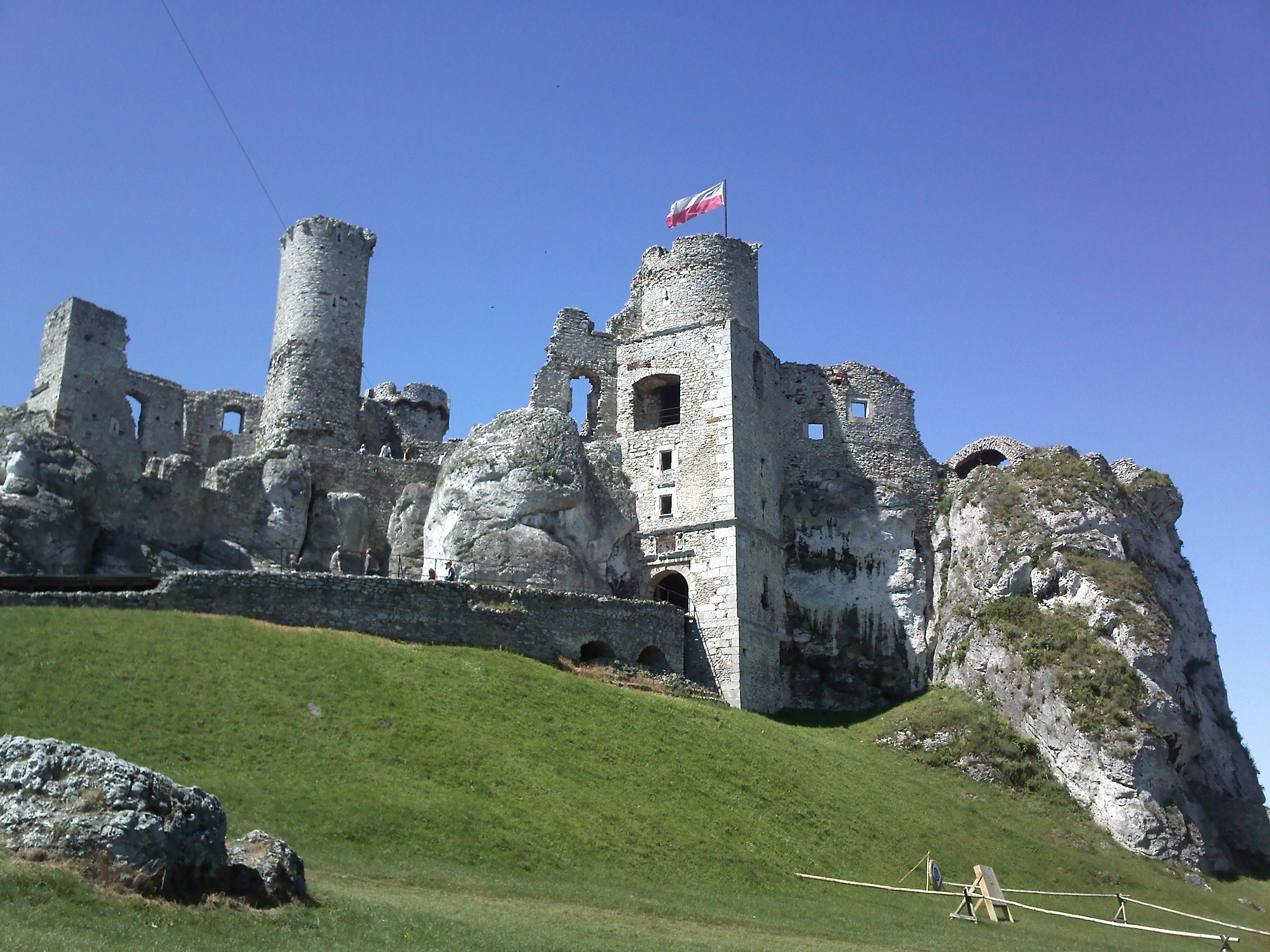
Замок у м.Огродзенець
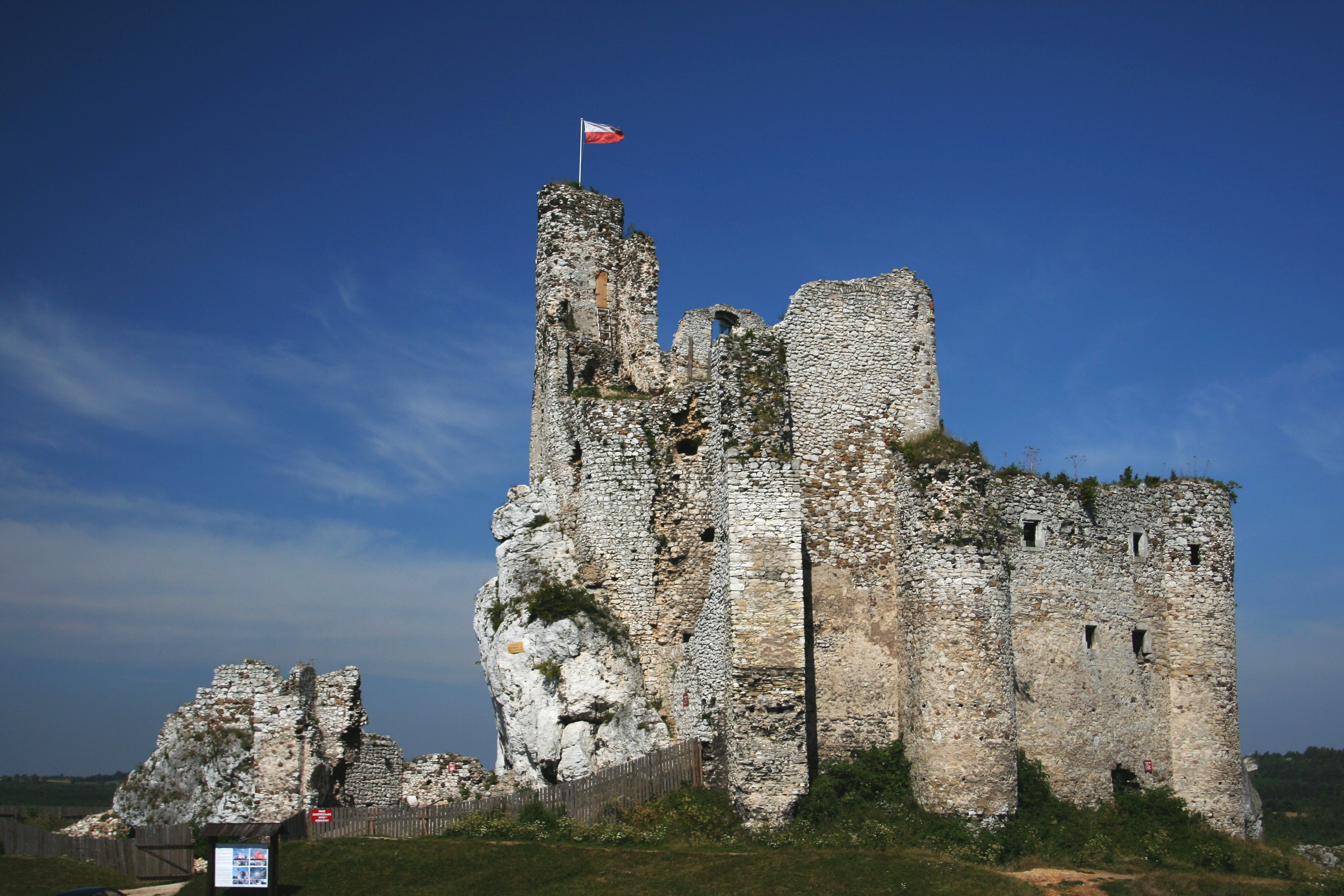
Замок Міров
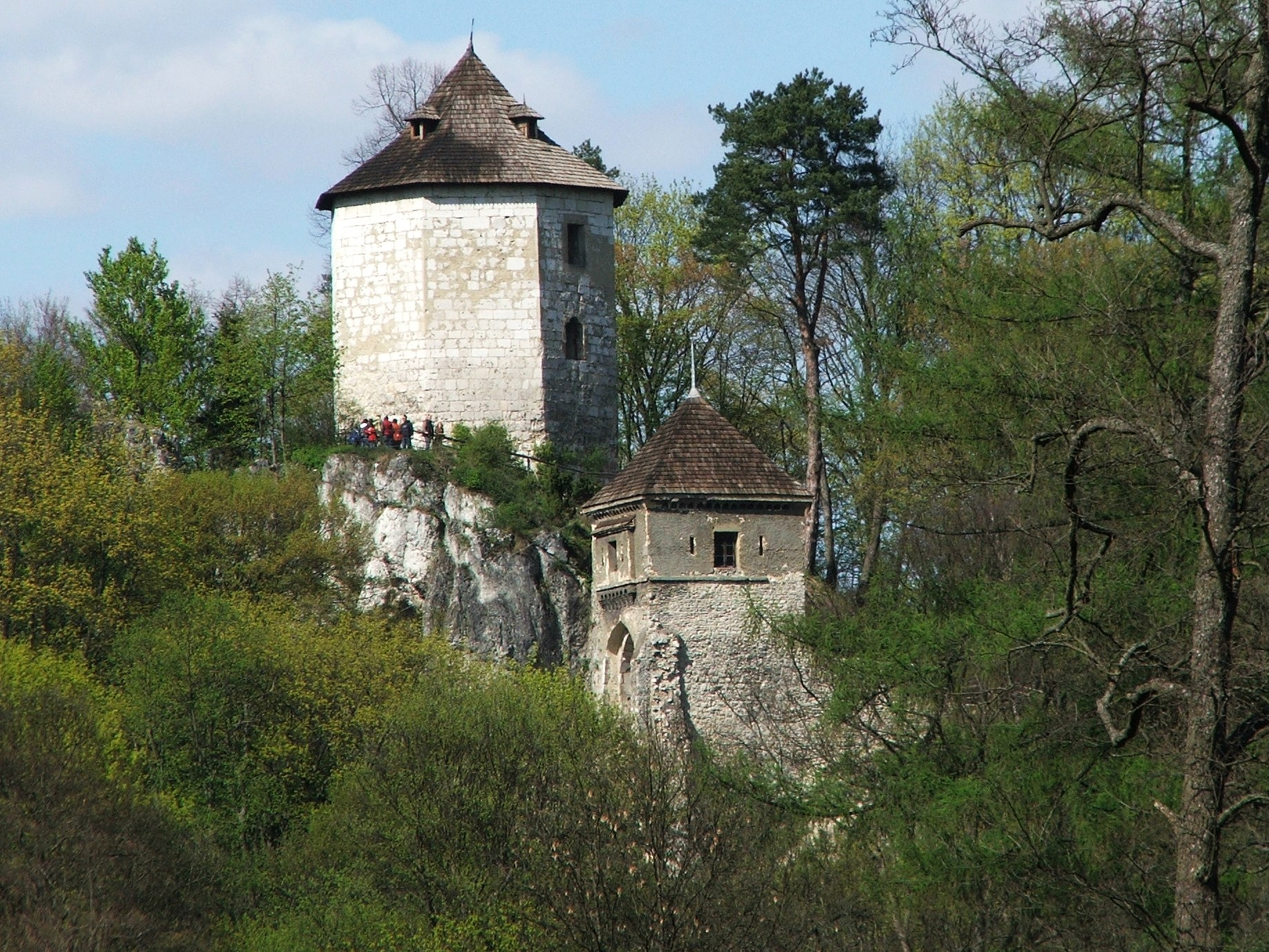
Ойцовський замок
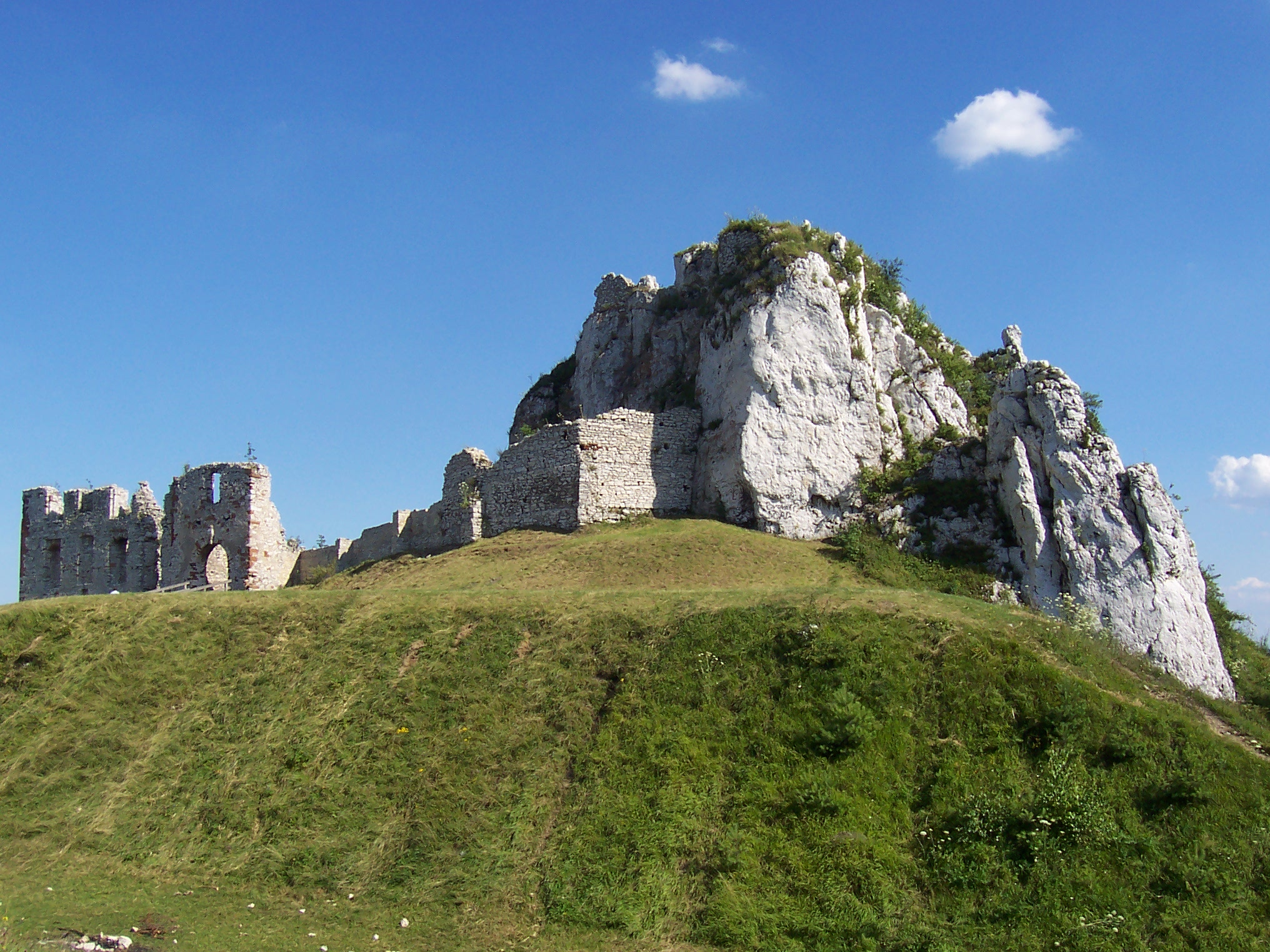
Руїни лицарського замку в с.Рабштин
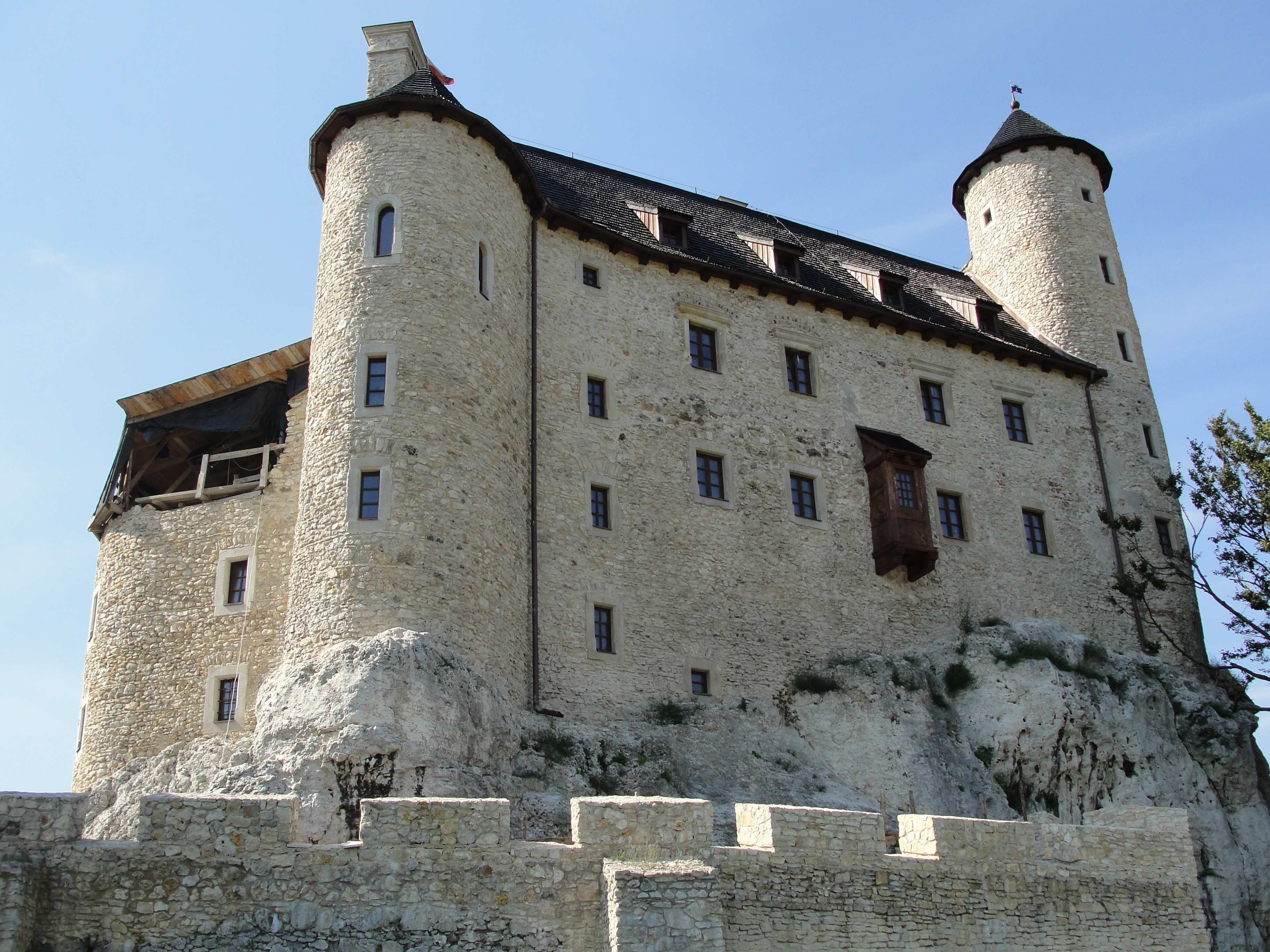
Королівський замок у с.Боболіце
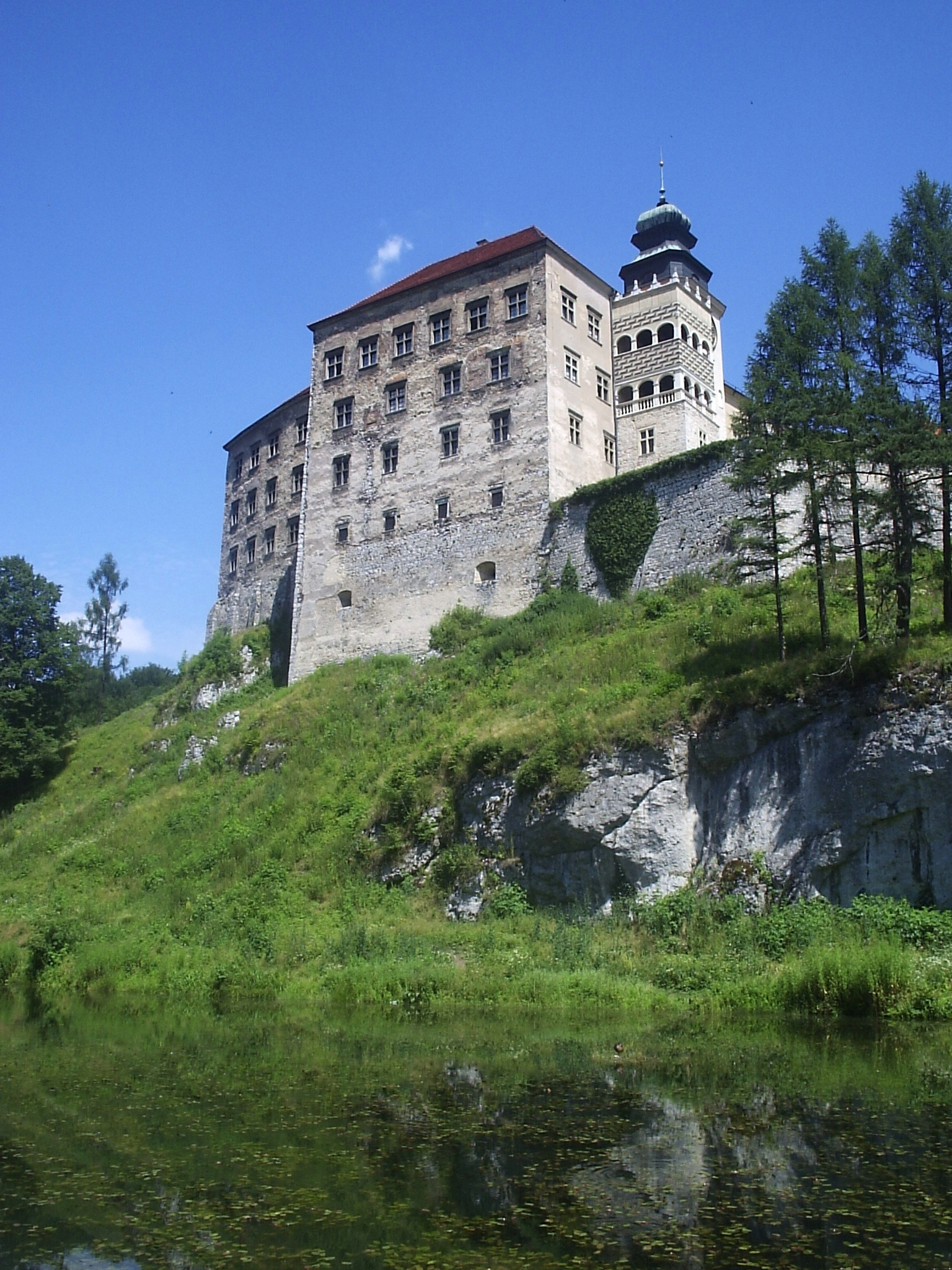
Замок «Пєскова Скала»
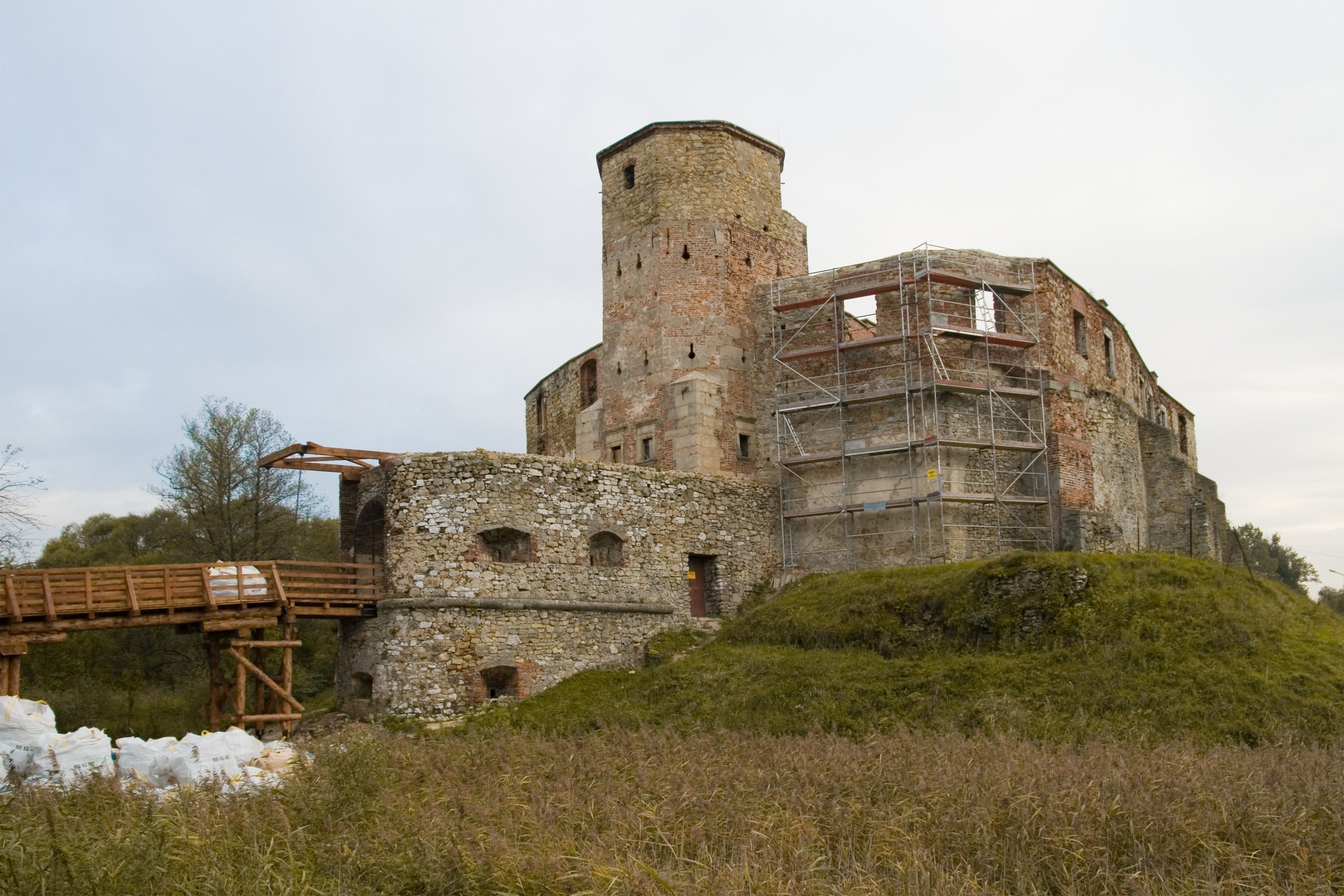
Замок Єпископів Краківських у Севежі
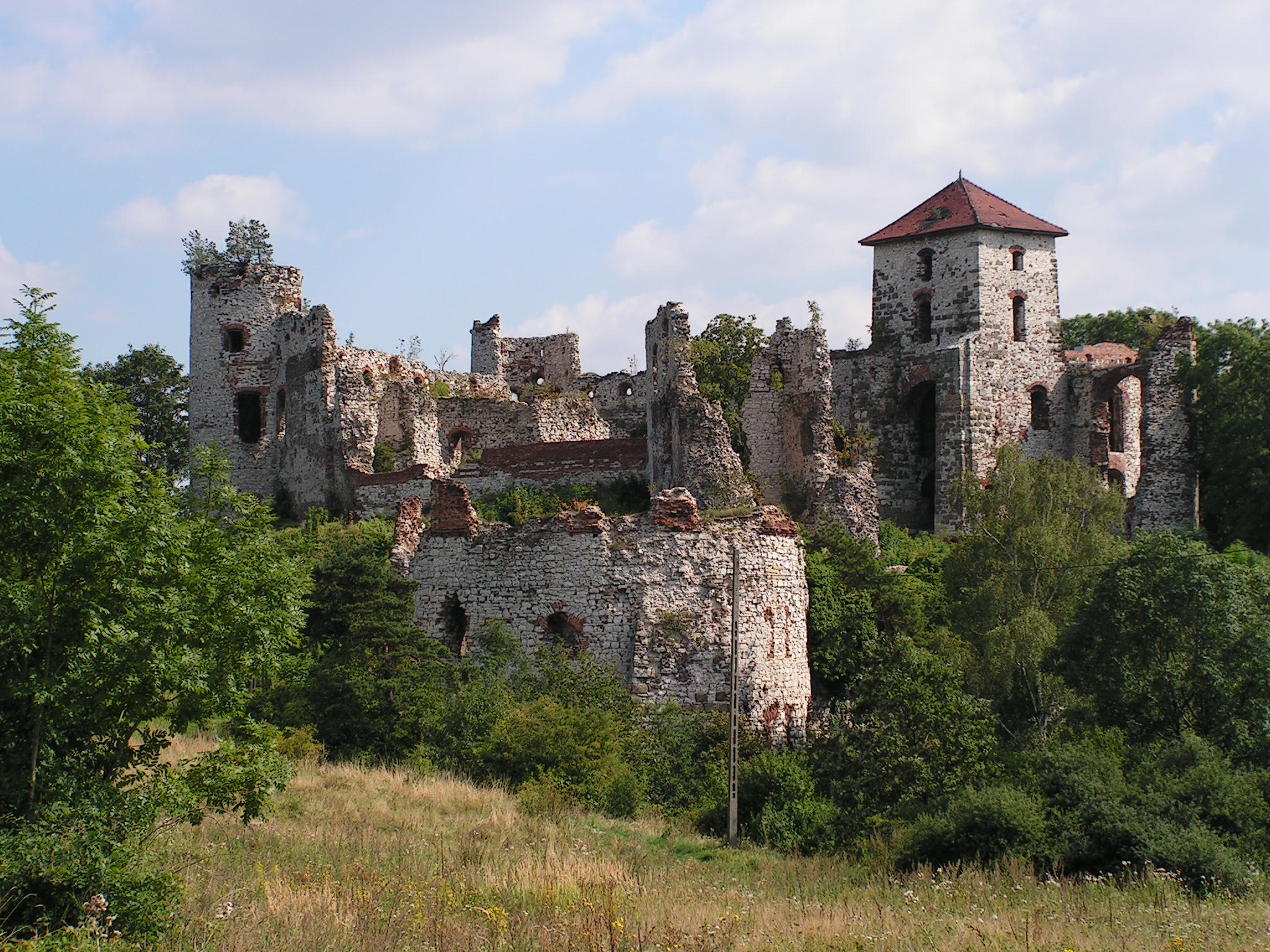
Замок Теньчинь
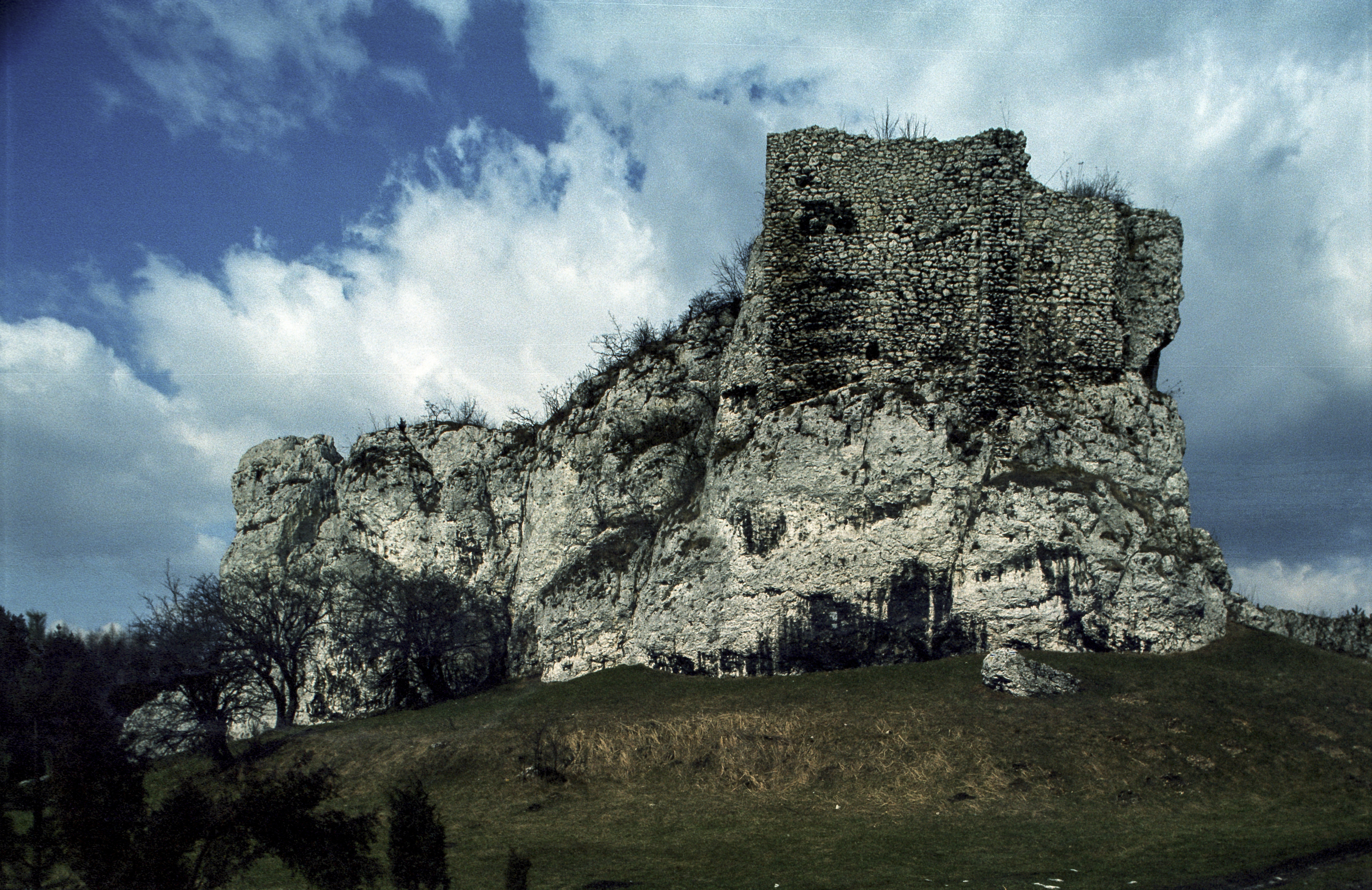
Замок Пшеводзішовіце
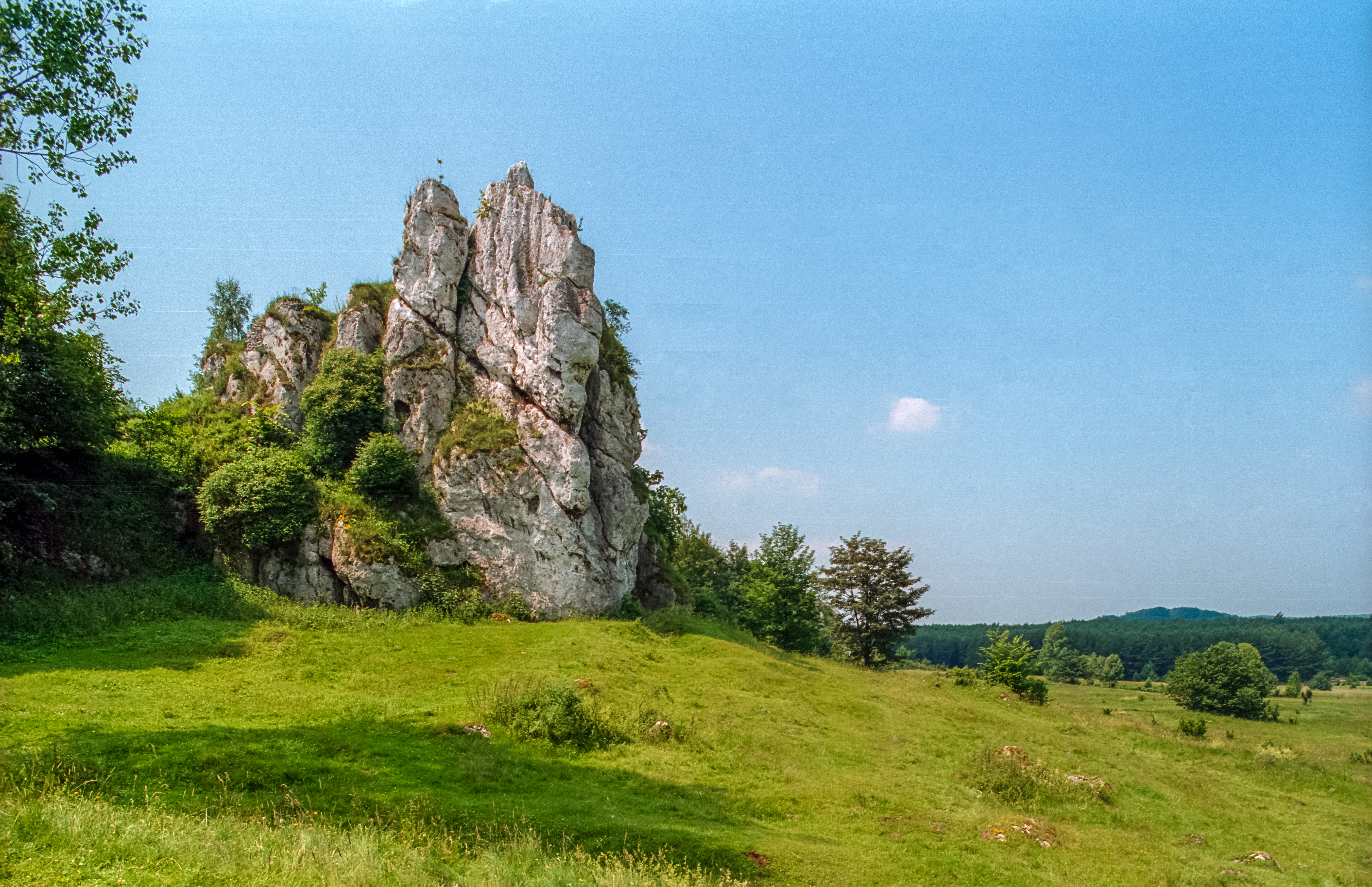
Лютовецький замок
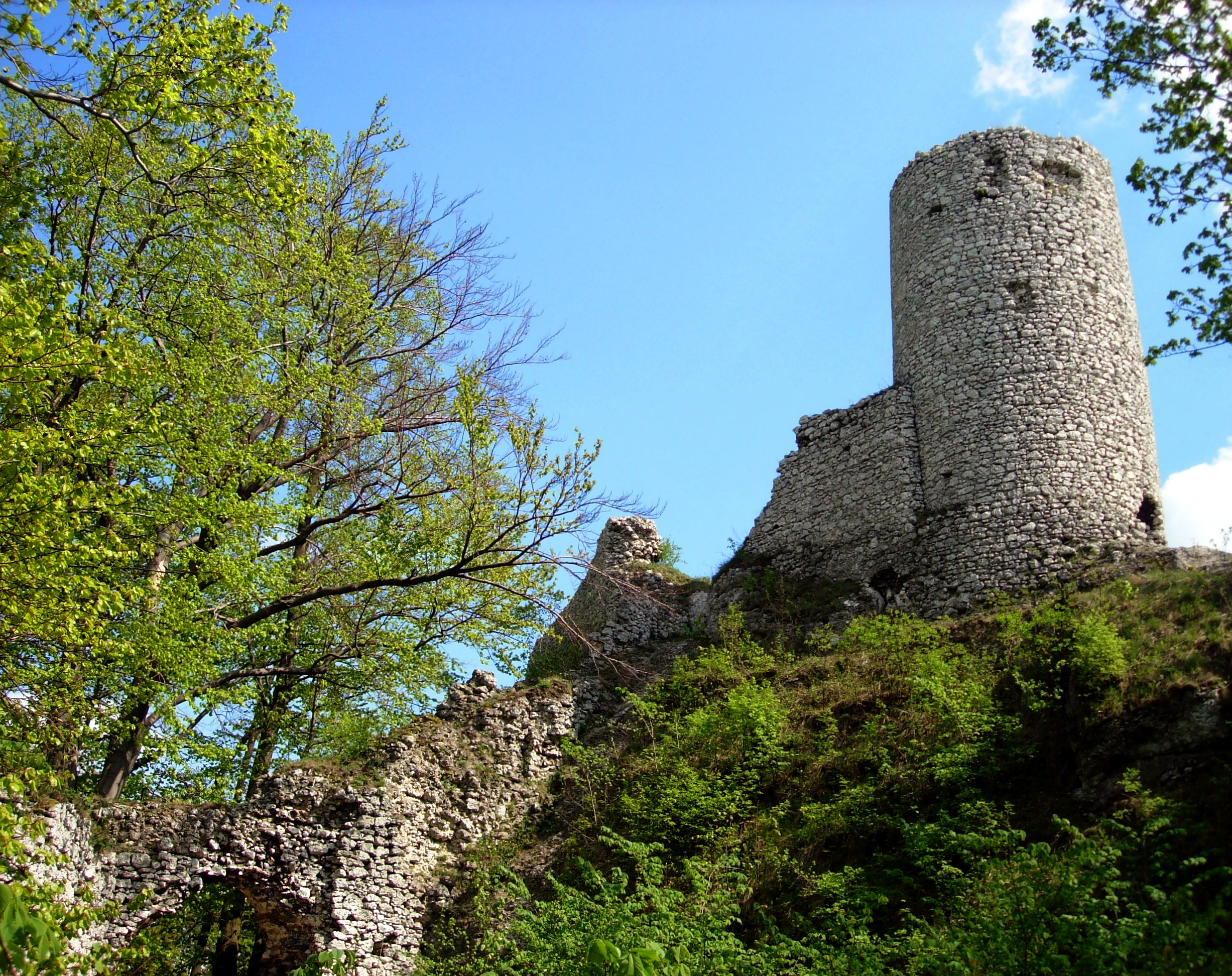
Руїни лицарського замку в с.Смолень
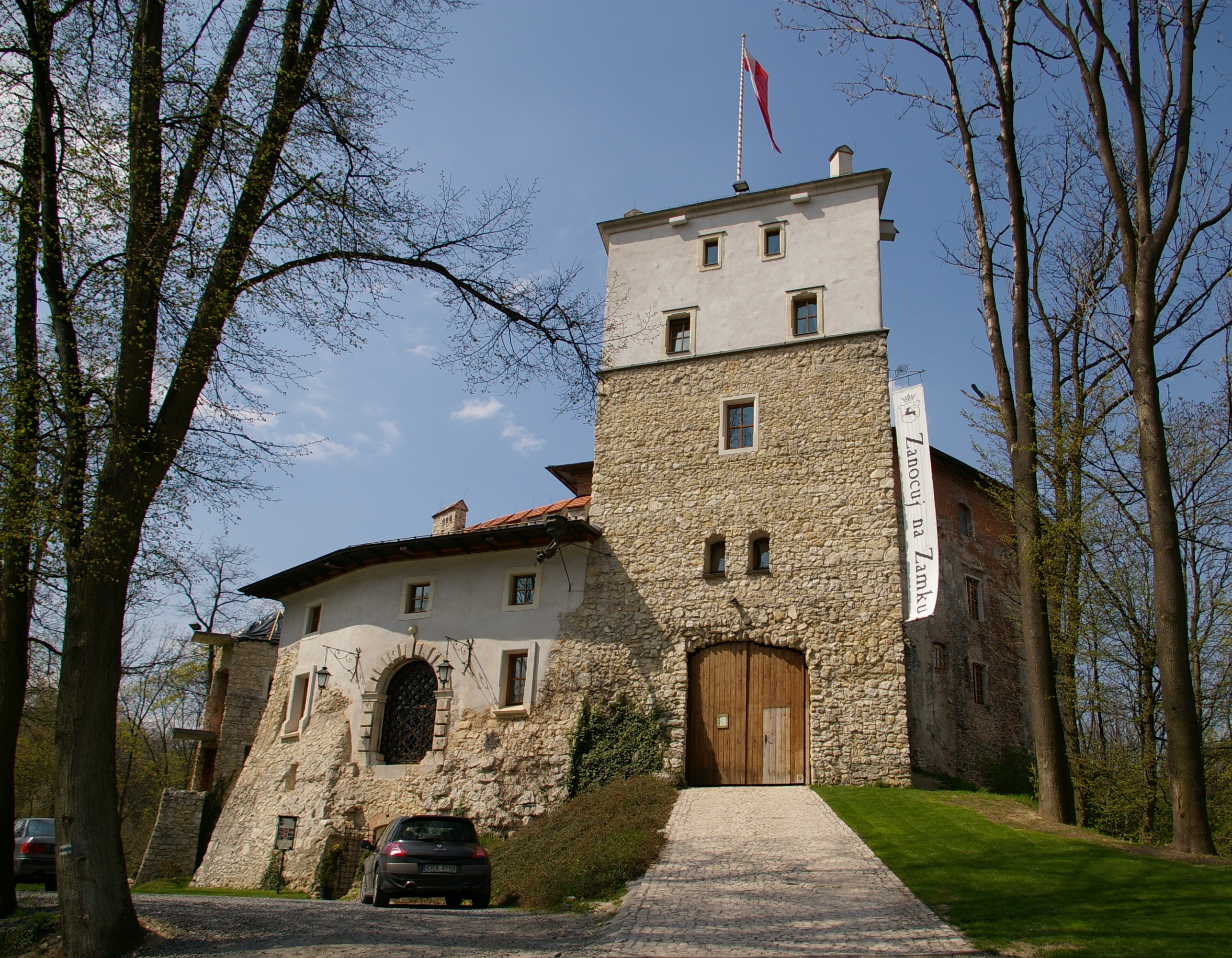
Лицарський замок у с.Кожкєв
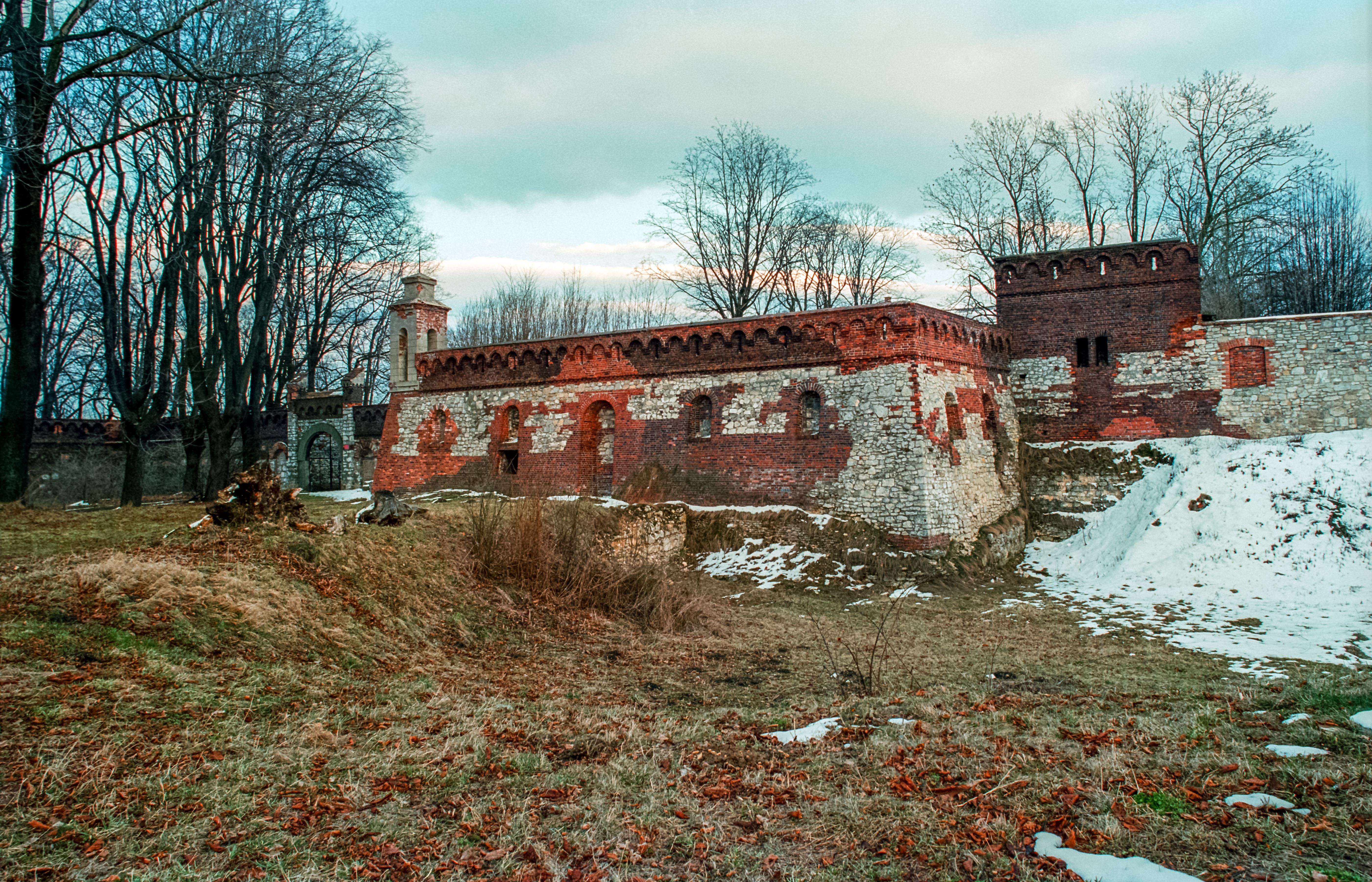
Руїни лицарського замку в м.Пілица
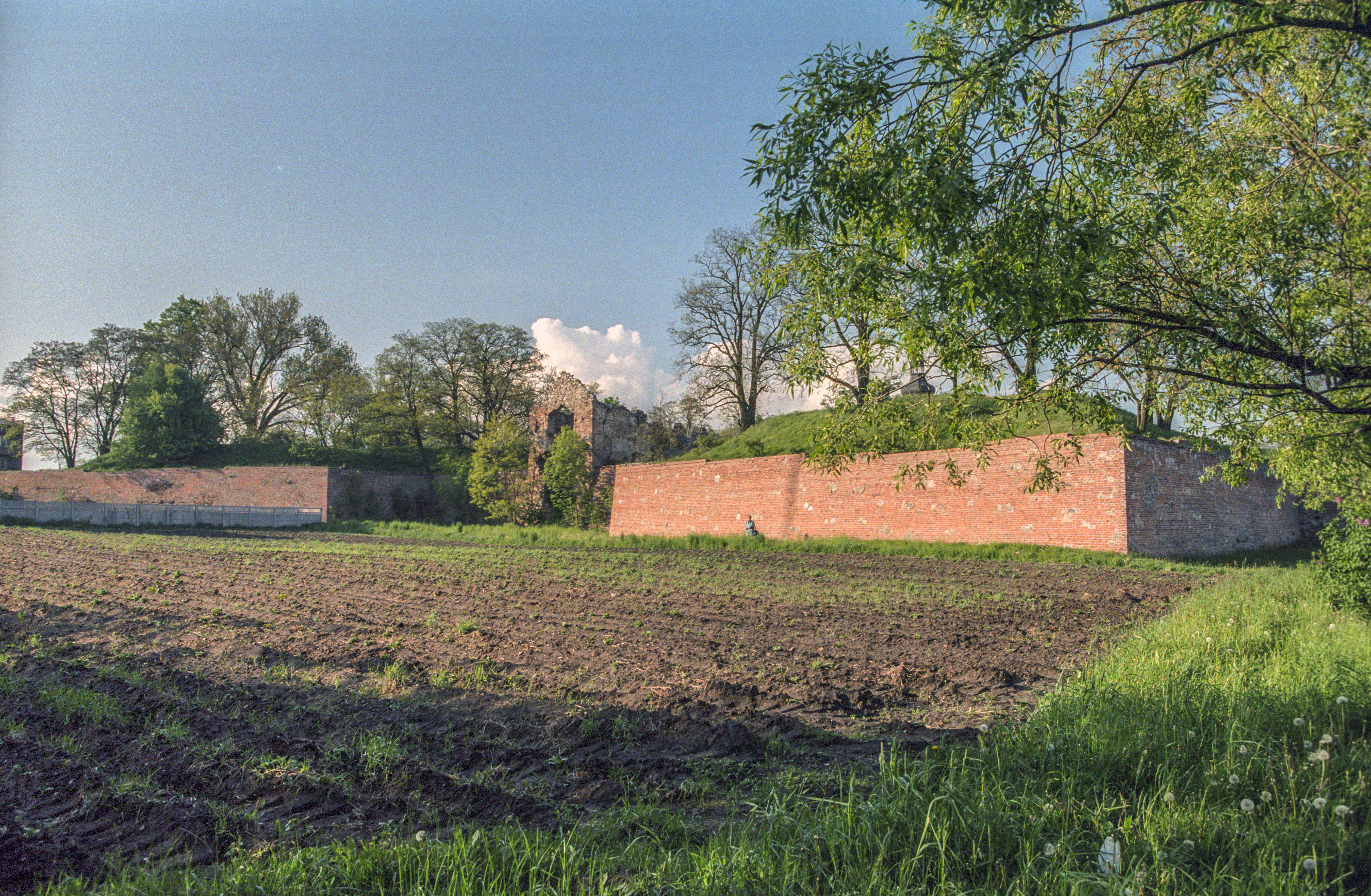
Даньковський замок
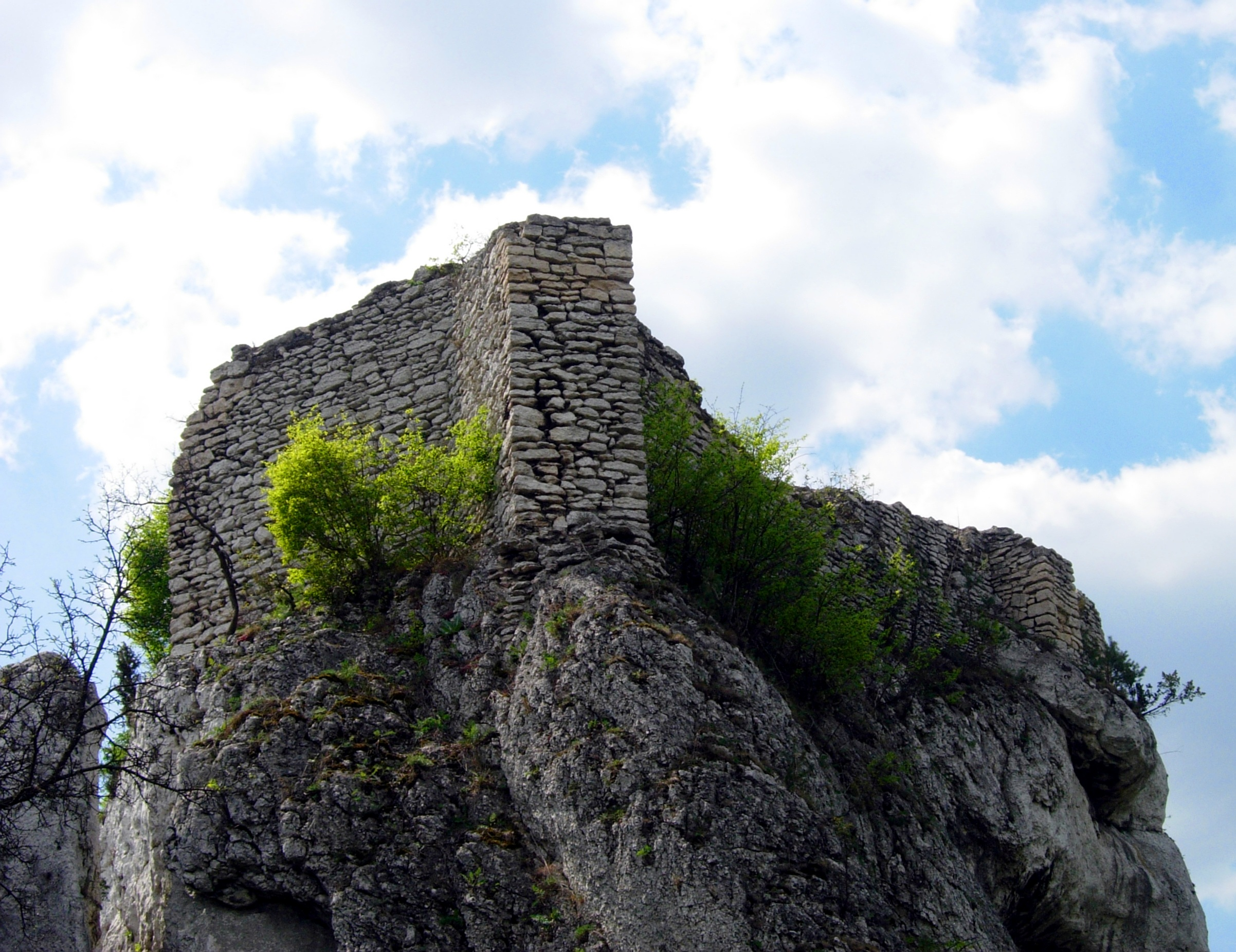
Ришовський замок
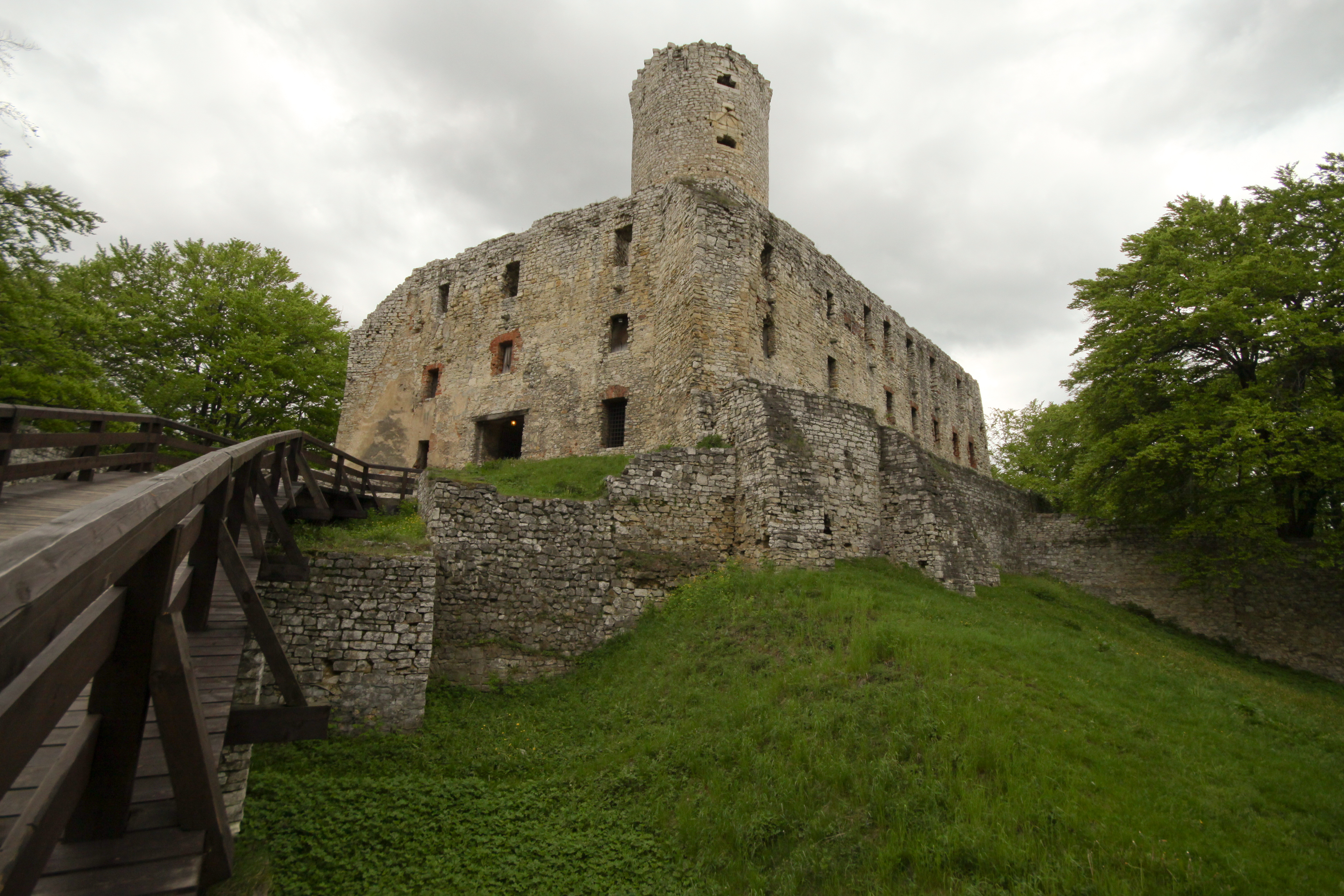
Липовецький замок